# Ernie Davis
Pour les articles homonymes, voir Davis.
College Football Hall of Fame 1979
Ernest « Ernie » Davis, né le 14 décembre 1939 à New Salem-Buffington et mort le 18 mai 1963 à Cleveland, est un joueur de football américain et le premier afro-américain à remporter le trophée Heisman. Davis joue pour l'université de Syracuse avec le no 44 juste après le départ de Jim Brown, avant d'être repêché par les Redskins de Washington mais presque immédiatement transféré chez les Browns de Cleveland en décembre 1961. Cependant, il n'a jamais pu jouer un match professionnel à cause d'une leucémie décelée en 1962. Il est le sujet d'un film d'Universal Pictures sorti en 2008 : The Express.

## Biographie

### Jeunesse
Davis est né à New Salem-Buffington en Pennsylvanie, et passe le début de sa vie à Pittsburgh Coalfield, avant de déménager à Uniontown, près de Pittsburgh. Ses parents se séparent peu avant que son père ne meure dans un accident. Il est élevé par ses grands-parents jusqu'à ses douze ans, époque où il déménage avec sa mère et son nouveau compagnon vers Elmira dans l'État de New York. Il joue pour les Superior Buicks, l'équipe de football américain d'Elmira, et est appelé dans le match de gala du Small Fry All-Star en 1952 et 1953. Il joue aussi au basket-ball, étant aussi choisi comme joueur All-Star.
Pendant ces années de collège à l'Elmira Free Academy, le talent de Davis pour le football américain devient évident. Il est nommé le joueur de l'année d'Elmira et de tous les collèges des États-Unis dans ses années junior et sénior. Il montre son potentiel athlétique dans d'autres sports comme le baseball et le basket-ball.
À l'époque où beaucoup d'universités n'offrent pas de bourses d'études pour les athlètes noirs, toutes les universités du pays suivent la carrière de Davis de près, et il reçoit logiquement plus de cinquante offres.

### Carrière universitaire
Davis joue au football américain pour l'Orange de Syracuse de l'université de Syracuse pendant trois saisons de 1959 à 1961. En 1959, Ernie Davis emmène Syracuse à la victoire au championnat NCAA de football américain avec une saison invaincue après une dernière victoire 23 à 14 contre les Longhorns du Texas de l'université du Texas à Austin dans le Cotton Bowl disputé le 1er janvier 1960. La même année, le journaliste sportif du journal d'Elmira Star-Gazette Al Mallette donne comme surnom à Davis l'« Elmira Express ». Davis est désigné « meilleur joueur » du Cotton Bowl, dans lequel il marque deux touchdowns, et du Liberty Bowl 1961. En 1960, il établit le record de 7,8 yards par portée et est le troisième meilleur coureur dans le pays avec 877 yards, courant cent yards dans six des neuf matchs disputés. En 1961, Davis emmène les Orangemen à un bilan de sept victoires pour trois défaites, courant 823 yards et marquant quinze touchdowns. Il est le premier afro-américain à remporter le trophée Heisman,.
À l'Orange de Syracuse, Davis porte le no 44 laissé vacant par Jim Brown. Floyd Little récupère plus tard ce numéro.

### Carrière professionnelle
Davis est drafté en première place de la Draft 1962 de la National Football League (NFL), devenant le premier joueur noir à être choisi en numéro un. Sélectionné par les Redskins de Washington, il est alors échangé contre Bobby Mitchell (en) aux Browns de Cleveland. Il est dans le même temps aussi choisi par les Bills de Buffalo dans l'American Football League (AFL).
Davis signe un contrat de trois ans pour 200 000 dollars avec les Browns de Cleveland à la fin du mois de décembre 1961 alors qu'il est à San Francisco afin de participer au East-West Shrine Game. C'est alors le contrat le plus lucratif pour un rookie NFL. Cependant, les Browns ne peuvent jamais voir la paire « de rêve » Ernie Davis avec Jim Brown après un tragique tournant : il est diagnostiqué à Davis une leucémie durant la préparation du College All-Star Game 1962.

### Mort
Ernie commence à recevoir un traitement médical pour sa leucémie. La maladie est néanmoins incurable, il meurt le 18 mai 1963 au Cleveland Lakeside Hospital l'année suivante à l'âge de 23 ans. Tant la Maison-Blanche que le Sénat des États-Unis font son éloge. Davis est enterré au cimetière de Woodlawn, à Elmira, dans le même cimetière que Mark Twain. Une statue commémorative est érigée devant la Ernie Davis Middle School, nom donné en son honneur.
Après sa mort, les Browns de Cleveland retire le no 45 de Davis, et ce bien qu'il n'ait joué aucun match en National Football League. Il est élu au College Football Hall of Fame en 1979.

## Jeu
Ernie Davis joue au poste de running back. Il peut aussi être à la réception des coups de pied, bloquer, faire des interceptions et même frapper les coups de pied de l'équipe.

## Statistiques

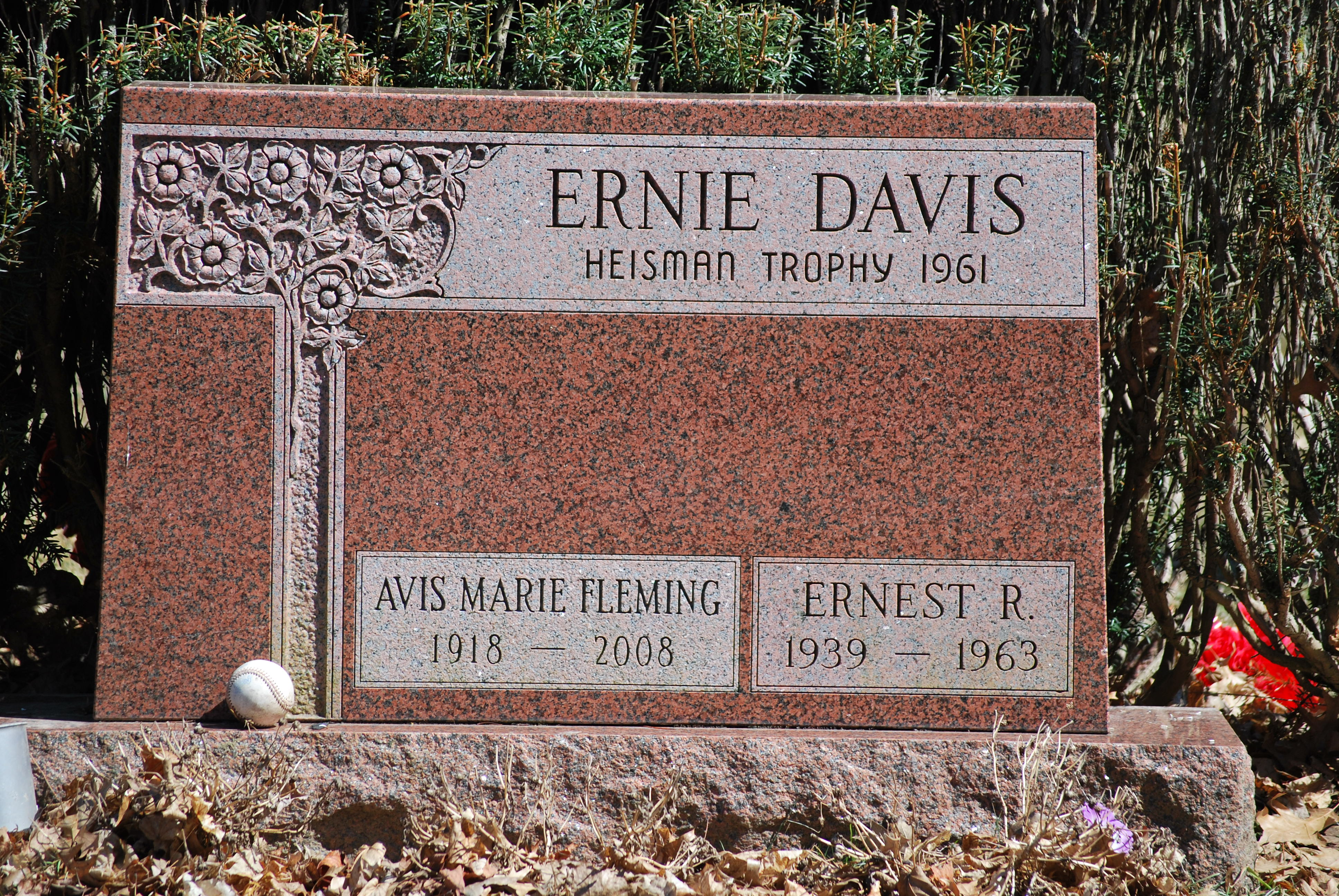
Tombe d'Ernie Davis.

Ces tableaux suivants récapitulent les statistiques d'Ernie Davie avec l'université de Syracuse.
|       | À la réception | À la réception | À la réception | À la réception | À la course | À la course | À la course | À la course |
|       | Réceptions     | Yards          | Moyenne        | Touchdowns     | Courses     | Yards       | Moyenne     | Touchdowns  |
| ----- | -------------- | -------------- | -------------- | -------------- | ----------- | ----------- | ----------- | ----------- |
| 1959  | 11             | 94             | 8,5            | 0              | 98          | 686         | 7,0         | 8           |
| 1960  | 11             | 141            | 12,8           | 2              | 112         | 877         | 7,8         | 8           |
| 1961  | 16             | 157            | 9,8            | 2              | 150         | 823         | 5,5         | 12          |
| Total | 38             | 392            | 10,3           | 4              | 360         | 2 386       | 6,6         | 28          |

## Postérité
Ernie Davis est le sujet du film The Express (2008) d'Universal Pictures. Son rôle est interprété par Rob Brown.